# Lichterfelde (Niederer Fläming)

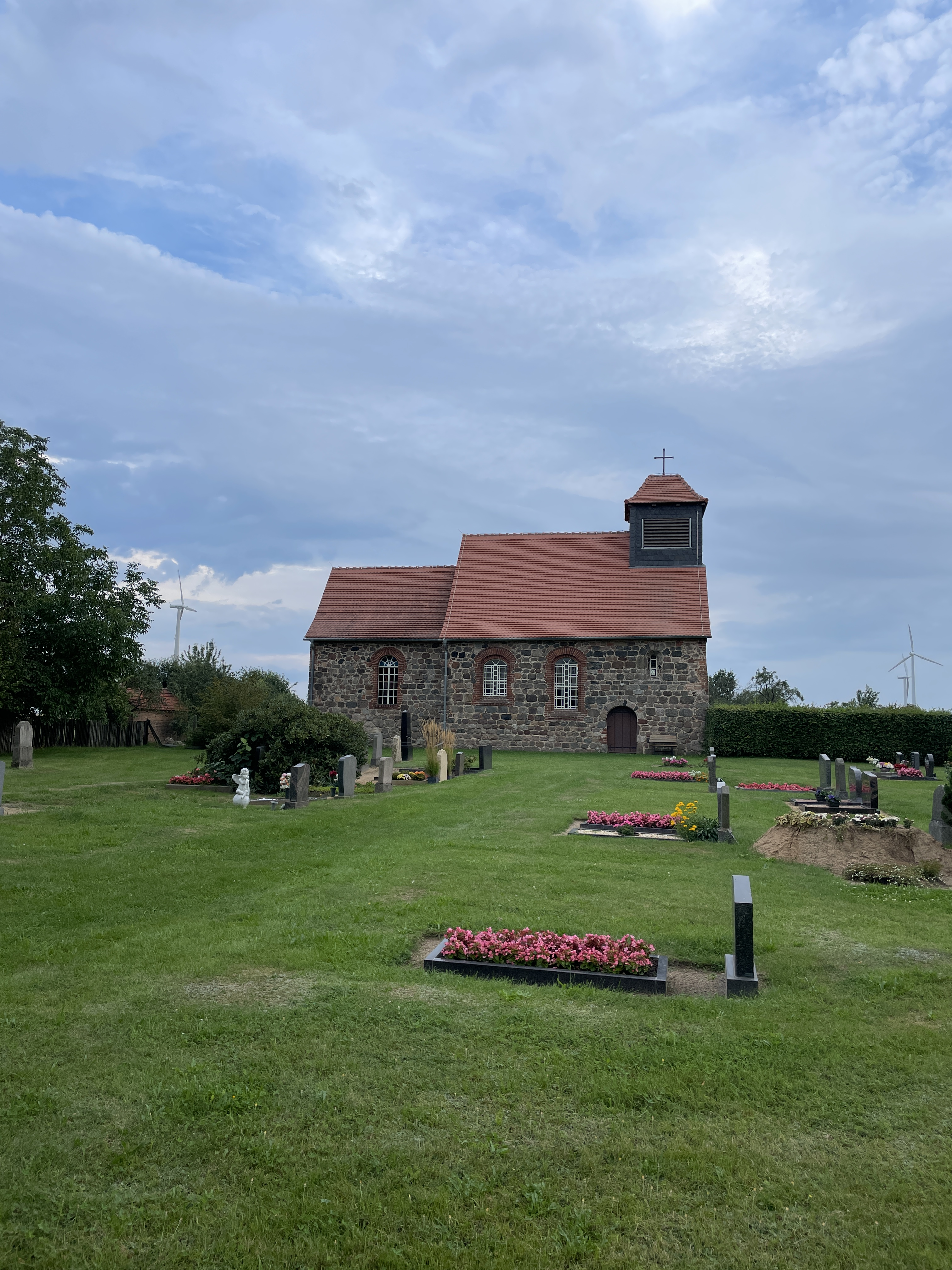
Dorfkirche Lichterfelde (2023)

Lichterfelde ist ein Ortsteil der Gemeinde Niederer Fläming im Süden des Landkreises Teltow-Fläming im Land Brandenburg. Lichterfelde ist ein typisches brandenburgisches Straßendorf und besteht aus einer Dorfstraße, an der sich nahezu alle Häuser des Ortes befinden. Dabei handelt es sich überwiegend um Vierseithöfe beziehungsweise um deren Reste, da im Laufe der Zeit Nebengebäude abgerissen wurden und keine geschlossene Hofstruktur mehr vorhanden ist. Ortsprägend ist der Dorfteich, der sich im östlichen Teil des Dorfes gegenüber einem kleinen Anger befindet. Auf diesem befindet sich ein in der Mitte der 1990er-Jahre errichteter kleiner Gedenkstein für die Opfer des Zweiten Weltkrieges.

## Geschichte
Das Dorf Lichterfelde wurde im Rahmen der mittelalterlichen deutschen Ostsiedlung von flämischen Siedlern gegründet. Dies spiegelt sich im Ortsnamen wider, der auf Westflämisch lichtervelde zurückzuführen ist (wie z. B. auch Lichtervelde in Flandern). In der ersten urkundlichen Erwähnung des Ortes aus dem Jahre 1279 wird Lichterfelde von einem Günther von Schwalenberg dem Kloster Zinna überlassen. Das Kloster veräußerte den Ort bereits 1463 an das Amt Jüterbog und Lichterfelde war sodann Amtsdorf.
Lichterfelde war bis zum Westfälischen Frieden ein Teil des Erzstift Magdeburg, wurde dann aber wie die gesamte Gegend um Jüterbog kursächsisch und schließlich 1815 mit dem Wiener Kongress preußisch. Im Jahr 1962 wurde Lichterfelde ein Teil der Gemeinde Werbig, seit 1997 ist das Dorf ein Teil der Gemeinde Niederer Fläming, dessen Verwaltungssitz sich im Ort befindet. Zum Ende des Jahres 2011 hatte Lichterfelde 70 Einwohner.
Ab dem 1. Januar 2022 wurden die Straßen in der Gemeinde Niederer Fläming umbenannt. Die Straße in Lichterfelde wurde von der Dorfstraße in Lichterfelde umbenannt. Somit entfällt fortan die Bezeichnung "Dorfstraße" und "Ortsteil Lichterfelde".

## Sehenswürdigkeiten
- Die Dorfkirche Lichterfelde aus der ersten Hälfte des 13. Jahrhunderts ist die älteste Kirche der Kirchengemeinde Schlenzer. Bis 1463 war die Kirche Mutterkirche, seitdem Tochterkirche von Sernow, wobei noch bis 1562 ein Pfarrhof zusätzlich zu den zwei Pfarrhufen vorhanden war. Der älteste Teil der Kirche wurde im spätromanischen Stil erbaut und zeigt eine typische Gliederung in Schiff, Chor und Apsis. Spätestens 1679, als die westliche Giebel- und Turmwand in Backstein erneuert und vermutlich der hölzerne Dachturm aufgesetzt wurde, wurde auch die ursprüngliche Apsis abgerissen. Die Rundbogenfenster mit Backsteinrahmung und Radialsprossen wurden im 19. Jahrhundert eingebaut, jedoch sind noch auf beiden Seiten des Kirchenschiffs zwei ursprüngliche schlitzartige Fenster erhalten, die in Granit eingefasst sind. Im Inneren der Kirche ist ein rundbogiger Triumphbogen erhalten, der einseitig abgearbeitet ist und vermutlich auf die Vorgängerkanzel zurückzuführen ist. Die Ausstattung der Kirche ist eher karg. Die Empore, das Gestühl und die Kanzelwand hinter dem Altar aus der ersten Hälfte des 19. Jahrhunderts sind klassizistisch. Die Kanzel befindet sich ganz typisch für diesen Stil hinter dem Altar, im Gegensatz zum barocken Kanzelaltar, der sich über dem Altar befindet. Dieses Element geht auf Schinkel zurück, an den auch der Palmenkranz auf dem Schalldeckel der Kanzel erinnert. Im Jahr 2009 wurde der Förderverein „Sanierung Lichterfelder Dorfkirche e. V.“ gegründet, der sich die Sanierung und Erhaltung der Kirche zum Ziel gesetzt hat, da sich die Kirche in einem schlechten baulichen Zustand befand.[4] Treibende Kräfte hinter der Sanierung waren die Vereinsvorstände Frederik van der Kooi und Andreas Lust, sowie der Gemeindepfarrer Boekels. Die Sanierung wurde 2022 abgeschlossen.
- Im westlichen Ortseingang befindet sich ein im Jahre 1825 errichteter zweistöckiger Fachwerkstall mit überstehender Oberlaube, die um das rechtwinklig anschließende Torhaus teilweise herumführt. Das Objekt wird heute als Kulturzentrum genutzt. Es finden dort zahlreiche Veranstaltungen statt, wie z. B. Konzerte, Lesungen, Vorträge und Filmvorführungen im kleinen Kinosaal.
- Neben der Kirche sowie dem Stallgebäude stehen ein Gehöft in der Dorfstraße 14, bestehend aus Wohnhaus mit Anbau, Torhaus, drei Stallgebäuden, Scheune und Taubenhaus unter Denkmalschutz.